# 3. HNL – Sjever 1992.
Treća hrvatska nogometna liga – Sjever 1992.
Treća hrvatska nogometna liga – Sjever u sezoni 1992. je bila 3. razred nogometnog natjecanja u Hrvatskoj. Sve utakmice natjecanja odigrane su u proljeće 1992. godine.
Treća hrvatska nogometna liga je u sezoni 1992. bila odvojena na četiri zasebne lige: "Zapad", "Sjever", "Istok" i "Jug". Utakmice 3. HNL – Istok u sezoni 1992. nisu odigrane zbog Domovinskog rata.

## Natjecateljski sustav
U prvoj natjecateljskoj sezoni 16 momčadi je bilo svrstano u dvije skupine od po 8 momčadi. U skupini su momčadi igrale dvokružni ligaški sustav (pobjeda = 2 boda, neodlučen ishod = 1 bod, poraz = bez bodova). Pobjednici skupina su međusobno u dvije utakmice odlučivali o pobjedniku 3. HNL – Sjever.

## Ljestvice učinka i rezultati

### Skupina A
| mj. | klub.                 | ut. | pob. | ner. | por. | gol+ | gol- | bod |                 |
| --- | --------------------- | --- | ---- | ---- | ---- | ---- | ---- | --- | --------------- |
| 1.  | Bjelovar              | 14  | 10   | 2    | 2    | 37   | 13   | 22  | 2. HNL – Sjever |
| 2.  | VB Trnje Trnovec      | 14  | 10   | 2    | 2    | 30   | 8    | 22  | 3. HNL – Sjever |
| 3.  | Slaven Koprivnica     | 14  | 7    | 2    | 5    | 30   | 19   | 16  | 2. HNL – Sjever |
| 4.  | Budućnost Hodošan     | 14  | 7    | 2    | 5    | 23   | 21   | 16  | 3. HNL – Sjever |
| 5.  | ČSK Patrick Čakovec   | 14  | 5    | 2    | 7    | 20   | 24   | 12  | 2. HNL – Sjever |
| 6.  | Čelik Križevci        | 14  | 4    | 4    | 6    | 16   | 25   | 12  | 3. HNL – Sjever |
| 7.  | PIK Mladost Suhopolje | 14  | 2    | 4    | 8    | 14   | 36   | 8   | 3. HNL – Sjever |
| 8.  | Podravina Ludbreg     | 14  | 1    | 2    | 11   | 12   | 36   | 4   | 3. HNL – Sjever |

- "ČSK Patrick" iz Čakovca započeo natjecanje pod nazivom "MTČ".

### Skupina B
| mj. | klub.                | ut. | pob. | ner. | por. | gol+ | gol- | bod |                               |
| --- | -------------------- | --- | ---- | ---- | ---- | ---- | ---- | --- | ----------------------------- |
| 1.  | Vrapče Zagreb        | 14  | 6    | 5    | 3    | 25   | 14   | 17  | 2. HNL – Sjever               |
| 2.  | Dubrava Zagreb       | 14  | 6    | 4    | 4    | 18   | 14   | 16  | 2. HNL – Sjever               |
| 3.  | Sesvete Unimag       | 14  | 5    | 4    | 5    | 17   | 17   | 14  | 3. HNL – Središte (ZG regija) |
| 4.  | Pounje Mladost Zabok | 14  | 6    | 2    | 6    | 19   | 21   | 14  | 3. HNL – Središte (ZG regija) |
| 5.  | Lokomotiva Zagreb    | 14  | 6    | 2    | 6    | 18   | 20   | 14  | 3. HNL – Središte (ZG regija) |
| 6.  | Jaska Jastrebarsko   | 14  | 6    | 1    | 7    | 20   | 28   | 13  | 3. HNL – Središte (ZG regija) |
| 7.  | Zagorec Krapina      | 14  | 6    | 0    | 8    | 19   | 17   | 12  | 3. HNL – Središte (ZG regija) |
| 8.  | PIK Vrbovec Vrbovec  | 14  | 6    | 0    | 8    | 18   | 23   | 12  | 3. HNL – Središte (ZG regija) |

### Doigravanje za prvaka
- 31. svibnja 1992. NK Vrapče (Zagreb) – NK Bjelovar (Bjelovar) 4:0
- 6. lipnja 1992. NK Bjelovar (Bjelovar) – NK Vrapče (Zagreb) 2:2

### Doigravanje za 3. mjesto
- 31. svibnja 1992. NK Dubrava (Zagreb) – NK VB Trnje (Trnovec) 4:1
- 6. lipnja 1992. NK VB Trnje (Trnovec) – NK Dubrava (Zagreb) 0:0

## Prvaci
Nogometni klub Vrapče (Zagreb): Panadić, Slunjski, Križanić, Štimac, Krišto, Bojan Hodak, Krčelić, Vitko, Petrčić, Želežić, Lazendić, Damir Šitum, Danijel Janošević, Damir Janošević, Blažinčić, Novak, Gracin, Kušić